# Tepexpan
Tepexpan – miasto w środkowym Meksyku, w stanie Meksyk. Liczy 134 600 mieszkańców (1 lipca 2014 roku).